# Saipa
För andra betydelser, se ishockeylaget SaiPa och biltillverkaren SAIPA.
Saipa (persiska باشگاه فوتبال سايپا کرج) är en iransk fotbollsklubb med säte i Karaj. Klubben ägs av biltillverkaren SAIPA.

## Placering senaste säsonger
| Säsong  | Nivå | Liga                    | Placering | Referens | Notering |
| ------- | ---- | ----------------------- | --------- | -------- | -------- |
| 2017/18 | 1    | Persian Gulf Pro League | 4         | [ 1 ]    |          |
| 2018/19 | 1    | Persian Gulf Pro League | 7         | [ 2 ]    |          |
| 2019/20 | 1    | Persian Gulf Pro League | 14        | [ 3 ]    |          |
| 2020/21 | 1    | Persian Gulf Pro League | 15        | [ 4 ]    |          |
| 2021/22 | 2    | Azadegan League         |           | [ 5 ]    |          |
| 2022/23 | 2    | Azadegan League         |           | [ 5 ]    |          |